# Port Republic
Port Republic város az USA New Jersey államában,  Atlantic megyében. Lakosainak száma 1101 fő (2020. április 1.).

## Népesség
A település népességének változása:

| 2010 | 1 115 |
| 2020 | 1 101 |